# 真裸南極魚
真裸南極魚，為輻鰭魚綱鱸形目南極魚亞目棘劫魚科的其中一種，分布於南冰洋海域，棲息深度80-84公尺，體長可達9.5公分，為底棲性魚類，屬肉食性，生活習性不明。

## 擴展閱讀
維基物種上的相關：真裸南極魚